# Riccardo Carapellese
Riccardo Carapellese (ur. 1 lipca 1922 w Cerignoli, zm. 20 października 1995 w Rapallo) – włoski piłkarz występujący na pozycji napastnika. Grał między innymi w takich zespołach jak A.C. Milan i Juventus F.C. W reprezentacji Włoch zadebiutował w 1947 roku w przegranym 1:5 spotkaniu przeciwko Austrii. W 1950 roku wraz z drużyną narodową pojechał na mistrzostwa świata, na których strzelił dwie bramki.